# هيرمان فون تيله
هيرمان فون تيله Hermann von Thile (ولد في ديسمبر 1812 – ومات في ديسمبر 1889 في برلين) هو أول وزير خارجية لألمانيا بعد توحيدها عام 1817 تحت اسم الإمبرطورية الألمانية.
انخرط في السلك الدبلوماسي في مملكة بروسيا عام 1837، فعمل في روما وبيرن وفيينا ولندن قبل تعيينه مبعوثا إلى روما عام 1854. وفي عام 1862 أصب وكيلا في وزارة الخارجية في بروسيا. وحيت تولى وزارة الخارجية عام 1871 بعد الوحدة كان نفوذ بسمارك المستشار أقوى من نفوذه، وقضى في منصبه ذاك عاما واحدا وخلفه هيرمان فون بالان.